# Stade Edwarda-Jancarza
Le stade Edwarda-Jancarza (en polonais : Stadion im. Edwarda Jancarza) est un stade situé à Gorzów Wielkopolski en Pologne.
D'une capacité totale de 15 281 places, il est principalement utilisé pour les courses de speedway et reçoit le Stal Gorzów Wielkopolski. Il porte le nom de l'ancien pilote de moto Edward Jancarz (pl).

## Événements
- Finale du Individual Speedway Polish Championship, 1970, 1974, 1976, 1977, 1978, 1979, 1984 et 1985
- Finale du Polish Pairs Speedway Championship, 1982, 1992 et 1998
- Memoriał im. Edwarda Jancarza, depuis 1992
- Finale du Individual Speedway Junior World Championship, 27 août 2000
- Finale du Team Speedway Junior World Championship, 5 septembre 2009
- Speedway World Cup Event 1, 25 juillet 2010
- Finale de la Speedway World Cup, 16 juillet 2011
- Speedway Grand Prix of Poland II (Grand Prix Polski na żużlu), 2011, 2012, 2013, 2014 et 2015

## Galerie

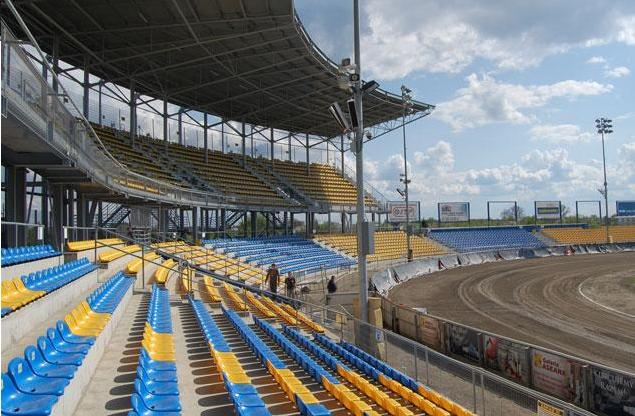
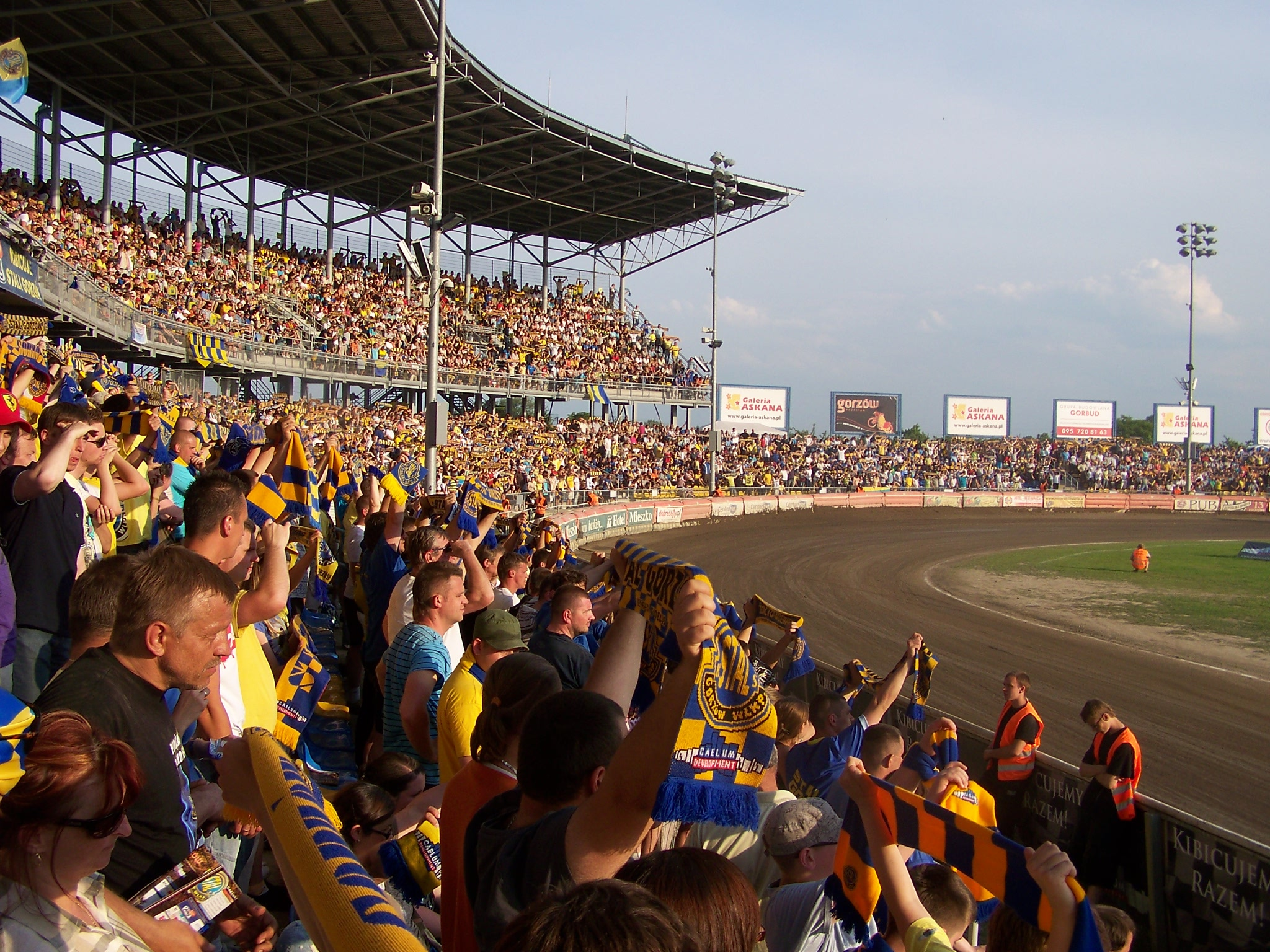
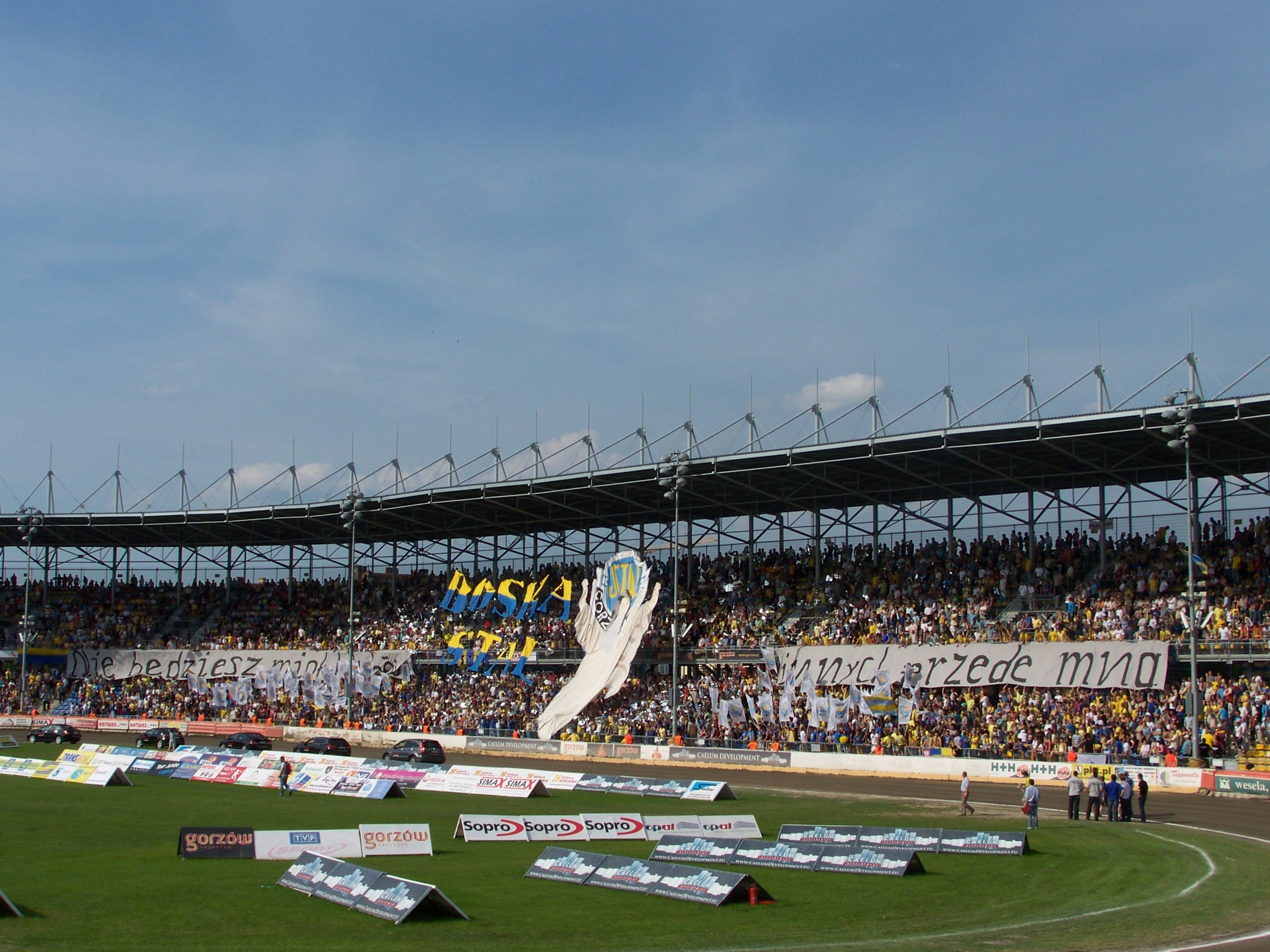